# Erica rossii
Espèce
Classification APG II (2003)
Erica rossii, aussi appelé Erica excelsa ou Philippia excelsa, est une espèce de plante à fleurs du genre Erica et de la famille des Ericaceae. Elle est présente dans les zones montagneuses alpines d'Afrique de l'Est,